# 卡丘林齊
49°26′46″N 26°29′24″E / 49.44611°N 26.49000°E
卡丘林齊（烏克蘭語：Качуринці）是位於烏克蘭西部的村莊，由赫梅利尼茨基州裡赫梅利尼茨基區的維季夫齊市鎮負責管轄。該村面積0.51平方公里，海拔高度314米，2001年人口156，人口密度每平方公里305.9人。